# VI Испанский легион
VI Испанский легион (лат. Legio VI Hispana) — римский легион эпохи империи.
Лишь несколько надписей, упоминающих VI Испанский легион, известны к настоящему времени. Генри Сейриг (1923 год) утверждал, что он был создан в 68 году и расформирован до 197 года. По другой версии, подразделение создано после 197 года и было уничтожено во время кризиса III века.
Некоторые учёные сомневаются в существовании VI Испанского легиона и считают, что он был перепутан с VII Парным или IX Испанским легионом.

## Списки легионов
VI Испанский легион не существовал во времена правления Септимия Севера (правил в 193—211 годах), что подтверждается списками легионов, приведённых в надписи из Рима и труде историка Диона Кассия «Римская история». Оба перечня содержат идентичные списки из 33 легионов. Поэтому, если VI Испанский легион действительно существовал, то это было либо до, либо после правления Септимия Севера.

## Теории о существовании легиона
Немецкий историк Теодор Моммзен, утверждал, что в надписи Кассиана имелся в виду на самом деле IX Испанский легион. Этот легион иногда упоминался в надписях как «VIIII Hispana». Каменщик мог ошибочно выгравировать «II» вместо «V». Однако нет никаких доказательств существования IX Испанского легиона после 120 года. Совер считал, что VI Испанский был перепутан с VII Парным, который с 70 года до IV века был единственным легионом, постоянно базировавшимся в Испании. Совер также относил надпись из Бриксия к VI Победоносному легиону, который находился в Испании с 29 года до н. э. по 70 год н. э., и, возможно, имел прозвище «Испанский» в это время. Но его версия не имеет доказательной базы.
Г. Сейриг утверждает, что VI Испанский легион был набран в Северной Испании Гальбой в 68 году для участия в государственном перевороте против императора Нерона. Сейриг цитирует Светония, который пишет, что Гальба «стал набирать из жителей провинции легионы и вспомогательные войска вдобавок к своему прежнему войску — одному легиону, двум конным отрядам и трём когортам». Но Дион Кассий отмечает, что Гальба основал только VII Парный и I Вспомогательный легионы. Сейриг предполагает, что VI Испанский (или, по крайней мере, его вексилляция) был развернут в Дакии между 70 и 150 годом и был расформирован до 197 года.
Тем не менее, теория Сейрига опиралась на датировке исходных надписей, которые на нынешний момент могут быть подвергнуты сомнению. Он датирует надпись Диниппа временем около 150 года, значительно позже, чем Epigraphik Datenbank (54—68 годы). Также Сейриг считает, что надпись Кассиана была создана до 197 года. Это маловероятно, так как имя Кассиана — Луций Септимий, показывает, что он (или его предки) приобрели римское гражданство при императоре Септимии Севере (или его преемниках), то есть уже после 193 года. Кроме того, надпись Кассиана была отнесена к периоду правления Филиппа I Араба (правил в 244—249 годах) на основе стилистики и содержания. Другим важным возражением против теории Сейрига является то, что с 1923 года не было обнаружено никаких надписей с упоминанием VI Испанского легиона несмотря на почти столетие интенсивных археологических раскопок римских военных объектов по всей Европе и открытие десятков тысяч надписей.
Датировка надписи Кассиана правлением Филиппа I Араба породила версию о том, что VI Испанский легион был основан при династии Северов (правила в 193—235 годах) или даже позже и был уничтожен в ходе кризиса III века, возможно, в битве при Абритте (251 год), где была уничтожена целая римская армия. Прозвище «Испанский», вероятно, указывает на то, что легион был набран в Испании.
Основная проблема этой теории состоит в том, что Дион Кассий не включает VI Испанский в свой списке легионов, существовавших во время написания его труда (210—235 годы). Если легион был основан после того, как Дион закончил свою историю (или после того, как он умер), такое упущение может быть объяснено. В этом случае подразделение могло быть создано во время правления Александра Севера, Максимина I Фракийца или Филиппа. Отсутствие других доказательств не препятствует правдоподобности этой гипотезы, так как III век отмечен огромным уменьшением частоты надписей по сравнению с двумя предыдущими столетиями. Кроме того, если легион был основан в период 230—244 годов и уничтожен в 251 году, его существование длилось всего одно или два десятилетия, объясняя тем самым отсутствие большего числа доказательств.
Таким образом, существование VI Испанского легиона остаётся под вопросом. Теория Сейрига представляется недостоверной из-за отсутствия достаточных доказательств. Возможно, подразделение существовало в течение некоторого времени в III веке.